# Foveosculum ulugurorum
Foveosculum ulugurorum är en stekelart som beskrevs av Heinrich 1967. Foveosculum ulugurorum ingår i släktet Foveosculum och familjen brokparasitsteklar. Inga underarter finns listade i Catalogue of Life.